# Mariyam Shakeela

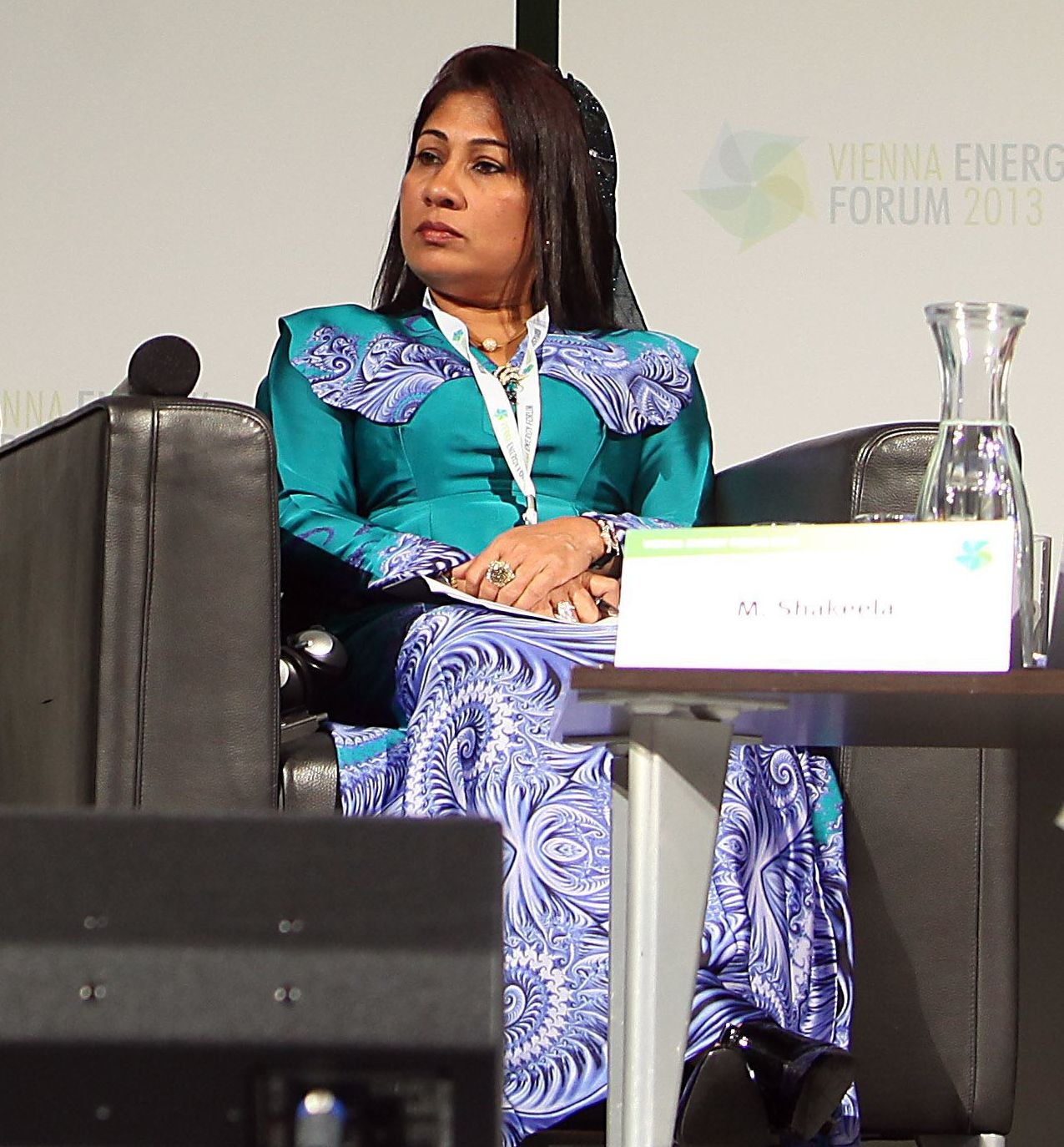
Mariyam Shakeela

Mariyam Shakeela ist eine maledivische Politikerin, die unter anderem 2013 kommissarische Außenministerin war.

## Leben
Mariyam Shakeela wurde 2012 von Staatspräsident Mohammed Waheed Hassan zur Ministerin für Umwelt und Energie berufen und bekleidete dieses Ministeramt bis 2013. Am 12. September 2013 übernahm sie von Asim Ahmed zudem das Amt als kommissarische Außenministerin und übte dieses Amt bis zum Ende von Hassans Amtszeit am 17. November 2013 aus. Im darauf folgenden Kabinett von Staatspräsident Abdulla Yameen fungierte sie zwischen 2013 und 2014 als Ministerin für Gesundheit und Gleichberechtigung.